# Конгоні Лелвеля
Конгоні-лельвель (Alcelaphus buselaphus lelwel), також відомий як конгоні Джексона — антилопа, чий ареал охоплює Центральноафриканську Республіку, Чад, Демократичну Республіку Конго, Ефіопію, Кенію, Південний Судан, Судан, Танзанію та Уганду.

## Систематика

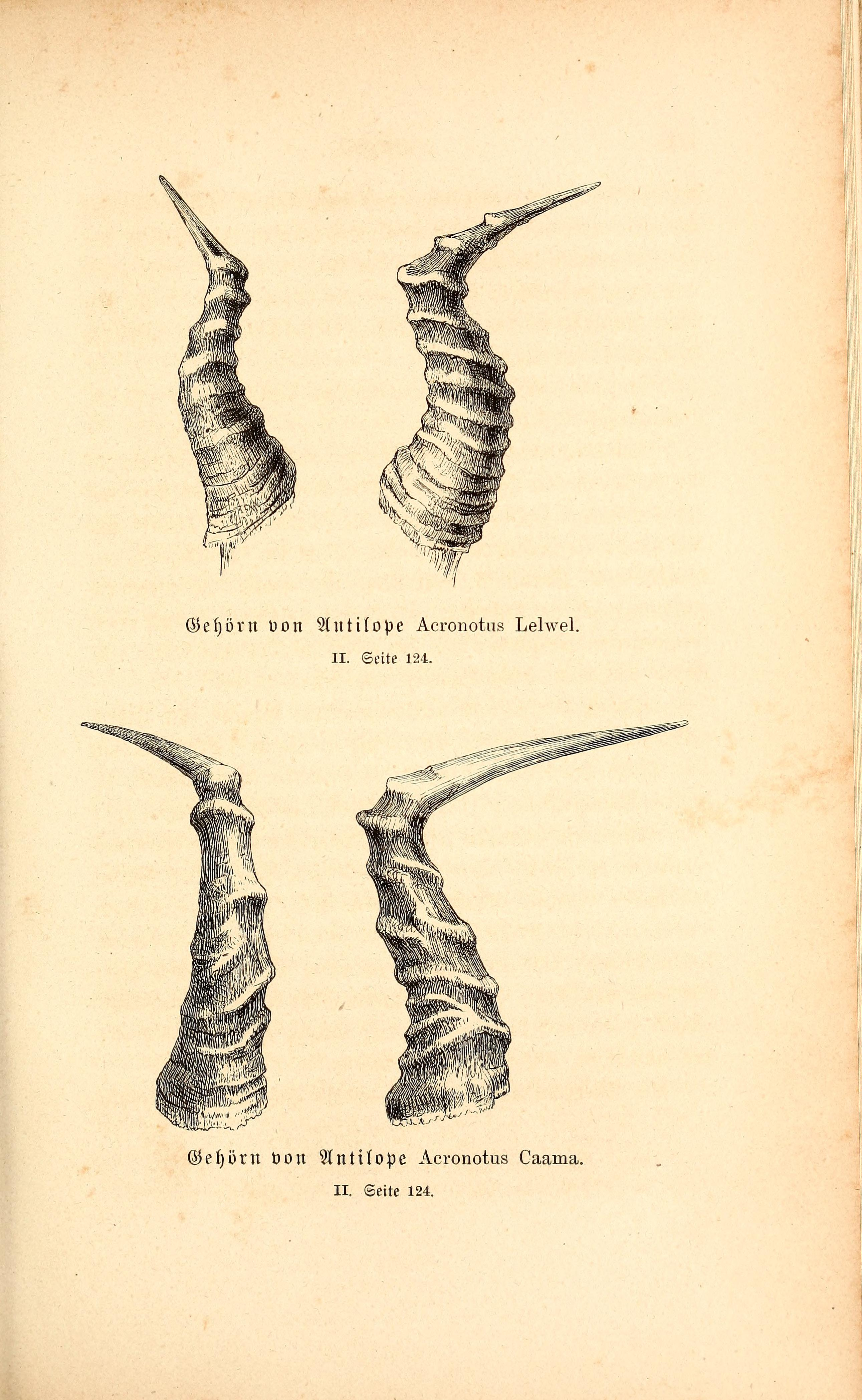
Ілюстрація пари рогів (угорі) з книги Гойґліна «Подорож Північно-Східною Африкою»

Acronotus lelwel отримав наукову назву в 1877 році. Німецький дослідник Африки Теодор фон Гойґлін назвав його Acronotus lelwel за місцевою назвою тварини «лельвель». Зразком, за яким був описаний новий вид, слугувала пара рогів з місцевості, прилеглої до Білого Нілу. Рід Alcelaphus, до якого пізніше було перенесено цей вид антилоп, був запроваджений у 1816 році французьким зоологом Анрі де Бленвілем. Разом з іншими представниками справжніх конгоні, конгоні-лельвель був винищений у 20 столітті. У 19 столітті їх об'єднали у збірний вид з науковою назвою Alcelaphus buselaphus. У межах виду було виділено до восьми підвидів, включаючи Alcelaphus buselaphus lelwel. Однак порівняння мітохондріальної ДНК показало, що рід Alcelaphus складається з трьох клад: західноафриканської, південноафриканської та східноафриканської. Конгоні-лельвель належить до східноафриканської клади разом із конгоні Кука (A. cokii ), конгоні Сваейна ( A. swaynei ) і конгоні-тора (A. tora). У перегляді опису парнокопитних, проведеному Коліном Ґровзом та Пітером Ґраббом у 2011 році, всі підвиди конгоні були визнані окремими видами. Однак, Кінґдон (англ. Jonathan Kingdon) та деякі інші автори продовжують розглядати конгоні як єдиний вид. Ідентифікація конгоні-лельвеля та конгоні Кука є особливо проблематичною, адже гаплотипи обох видів тісно пов'язані. Зразки, отримані з західної Кенії, є гібридами антилопи-лельвеля та антилопи конгоні Кука. На півночі ареалу гібридів, між озером Барінго та горою Кенія, ці гібриди більше схожі на лельвеля, тоді як на півдні, між озером Вікторія та східним Центральноафриканським рифтом у Танзанії, вони більше схожі на конгоні Кука. Alcelaphus jacksoni є синонімом Alcelaphus lelwel.
Конгоні-лельвель може гібридизуватися з конгоні Кука або з конгоні Свейна.